# ポワント・ミシェル
ポワント・ミシェル（Pointe Michel、英語風のポイント・マイケル (Point Michel)とも）は、ドミニカ国のセント・ルーク教区の村。島の南西部、首都ロゾーの南に位置する。人口は1,565人（2011年国勢調査確定値）。同教区で唯一の集落・自治体であるため、国勢調査では村の人口が教区の人口として扱われている。
著名な出身人物は、同国初の女性首相に就任し「カリブの鉄の女」と呼ばれたユージェニア・チャールズ、ピーターズ・フレンズ（1992年）スティル・クレイジー（1998年）などの作品に出演した女優のアルフォンシア・エマニュエル。

## 出身人物
- ユージェニア・チャールズ - 政治家、同国第3代首相
- アルフォンシア・エマニュエル（英語版） - 女優